# Инструч
И́нструч (нем. Inster) — приток реки Преголя. Длина реки — 101 км, площадь водосборного бассейна — 1250 км². Инструч берёт начало на востоке Калининградской области, течёт на запад, а затем на юго-запад к Черняховску. Исток — рядом с посёлком Правдино (Краснознаменский район), устье — в Черняховске, где, сливаясь с Анграпой, Инструч образует начало Преголи.
Основной приток — Ульяновка впадает в реку слева.
От названия Инструча образовано старое название Черняховска, Инстербург (то есть «Замок на Инстере»). Замок Георгенбург находится на краю посёлка Маёвка, в 3 км от города Черняховск.

## Притоки
- Глубокий (лв)
- Полевой (лв)
- 78 км: Московка (лв)
- 64 км: Серебрянка (лв)
- Придорожный (пр)
- 50 км: Нагорная (пр)
- 47 км: Ульяновка (лв)
- 33 км: Завитая (лв)
- 34 км: Буда (лв)
- 30 км: Полевая (лв)
- Полная (пр)
- 23 км: Загорянка (лв)
- Серебряный (лв)

## Населённые пункты
На реке находятся следующие населённые пункты:
- Полтавское
- Толстово
- Ульяново
- Придорожное
- Загорское
- Привольное
- Черняховск

## Данные водного реестра
По данным государственного водного реестра России относится к Балтийскому бассейновому округу, наименование водохозяйственного участка — Преголя; относится к речному бассейну реки Неман и рекам бассейна Балтийского моря (российская часть в Калининградской области).
Код объекта в государственном водном реестре — 01010000212104300009903.